# Callerya
Callerya é um género botânico com 16 espécies pertencente à família Fabaceae..

## Espécies selecionadas
- Callerya atropurpurea (Wall.) Schot
- Callerya australis (Endl.) Schot
- Callerya cinerea (Benth.) Schot
- Callerya dasyphylla (Miq.) Schot
- Callerya eriantha (Benth.) Schot
- Callerya megasperma (F. Muell.) Schot
- Callerya nieuwenhuisii (J.J.Sm.)Schot
- Callerya nitida
- Callerya pilipes (Bailey) Schot
- Callerya reticulata (Benth.) Schot
- Callerya scandens (Dunn)Schot
- Callerya speciosa (Champ.) Schot
- Callerya strobilifera Schott
- Callerya sumatrana (Merr.)Schot
- Callerya vasta (Kosterm.) Schot